# محمد الزياني
محمد الزياني ، لاعب كرة قدم بحريني سابق.
و قد كان يلعب مع منتخب البحرين لكرة القدم.

## كأس الخليج 1979
و قد سجل هدف في مرمى منتخب عمان لكرة القدم.